# Horušice
Horušice település Csehországban, a Kutná Hora-i járásban. Horušice Horka I, Rohozec, Morašice, Chvaletice, Litošice, Zdechovice, Svatý Mikuláš és Bernardov településekkel határos. Lakosainak száma 162 fő (2024. január 1.).

## Népesség
A település lakosságának változását az alábbi diagram mutatja:
| Lakosok száma | 430  | 429  | 421  | 317  | 244  | 205  | 187  | 172  | 179  | 162  |
|               | 1869 | 1900 | 1921 | 1961 | 1980 | 2011 | 2016 | 2019 | 2021 | 2024 |